# 扬州画派
清代乾隆、嘉庆年间，扬州的盐业进入鼎盛时期。富裕的盐商们热衷于附庸风雅，因而在扬州形成对艺术品的强大购买力。那时在扬州画坛上活跃着一批以卖画为生的职业画家，其中杰出的代表人物是金农、黄慎、郑燮、李鳝、李方膺、汪士慎、高翔、罗聘等8人。他们在生活作风、艺术观点、绘画风格上都有相通之处，因此形成了一个流派——扬州画派，习惯上称之为“扬州八怪”。“扬州八怪”在研究、学习传统的基础上，不受成法的约束，自由驰骋笔墨，抒发胸怀，以清高绝俗、清新淋漓的画风出现在清代画坛上，被当时主张复古的正统画派视之为“怪”。在中国绘画艺术发展史上，他们打破常规，推陈出新，树一代画风，占有重要位置。他们继承了文人画的艺术传统，并在文人画的传统题材中赋予新意。在构图布局上，诗、书、画、印浑然一体；在形式技巧上丰富了水墨写意法的表现力，用笔奔放，挥洒自如，给人耳目一新的感受。